# Issei Takahashi
Issey Takahashi ou Issei Takahashi (高橋 一生, Takahashi Issei), né le 9 décembre 1980 à Tokyo, est acteur et chanteur japonais représenté par My Promotion.

## Biographie
Takahashi est né à Akasaka, dans l'arrondissement de Minamoto à Tokyo, aîné d'une fratrie de cinq demi-frères (sa mère s'est mariée trois fois), parmi lesquels le musicien Yuma Abe. Il s'occupait de ses frères et sœurs plus jeunes quand ils étaient enfants, et semble avoir incarné pour eux la figure paternelle. Sa mère est décédée en 2015, après une dizaine d'années d'éloignement. Takahashi s'était finalement réconcilié avec elle une semaine avant sa mort. 
Au cours de son enfance, la grand-mère de Takahashi l'a forcé à suivre différents cours pour l'amener à sortir de sa coquille, mais il n'a jamais persévéré. Il a rejoint une troupe de théâtre pour enfants et a été ému par le plaisir de sa grand-mère de le voir se produire dans les spectacles réguliers de la compagnie. 
Takahashi est doué en skateboard, basket-ball, ainsi qu'en guitare et à l'harmonica. Il a donné des noms à ses meubles et à ses plantes d'intérieur. 
Parmi ses comédiens préférés, on compte Fujiwara et Takayuki Haranishi. 

## Filmographie

### Cinéma
- 1990 : Hoshiwotsugumono : Shohei Endo
- 1995 : Himeyuri no tō
- 1996 : Tomoko no baai : Tokio Okada
- 1999 : Oyayubihime : Yuuichi Kimizima
- 2000 : Whiteout (ホワイトアウト, Howaitoauto?) de Setsurō Wakamatsu : Kenji Amamiya
- 2001 : All about Lily Chou-Chou : Ikeda-senpai
- 2003 :  Collage de notre vie : Kyohei Sekiguchi
- 2003 : Kill Bill : Volume 1 : Membre de Crazy 88
- 2004 : Une demi-confession : Ikegami
- 2004 : Crying Out Love in the Center of the World : Ryūnosuke Ōki (adolescent)
- 2004 : The Taste of Tea : Bucho Igobu
- 2004 : Swing Girls : Directeur du groupe de concert de Sanga High School
- 2004 : Han'ochi (半落ち?) de Kiyoshi Sasabe
- 2006 : Love My Life : Take-chan
- 2008 : Detroit Metal City : Hideki Saji
- 2013 : Tokyo Sky Story : Koji
- 2016 : Godzilla Resurgence : Ministère de l'éducation, de la culture, des sports, des sciences et de la technologie Bureaucrat
- 2016 : Blank13 : Kōji[2]
- 2017 : Mars arrive comme un lion : Takashi Hayashida
- 2017 : Mars sort comme un agneau : Takashi Hayashida
- 2017 : La limite de la belle au bois dormant : Kaito
- 2018 : Rappel : Kazuaki Izaki
- 2018 : Les mensonges qu'elle aimait : Kippei Koide
- 2018 : Million Dollar Man : Tsukumo Furukawa
- 2019 : Jusqu'à ce que je rencontre l'amour de septembre : Susumu Hirano[3]
- 2019 : Samurai Shifters : Gen'emon Takamura
- 2019 : Poupée romantique : Tetsuo
- 2021 : Kenshin : Le Commencement (るろうに剣心 最終章 The Beginning, Rurōni Kenshin saishū shō: The Beginning?) de Keishi Ōtomo : Katsura Kogoro

### Séries télévisées
- 1990 : New York Koi Monogatari II: Otome : Kazunori Togami
- 1991 : Chūō Freeway
- 1992 : Special Rescue Exceedraft : Taro Osaki
- 1992 : Kyōryū Sentai Zyuranger : Kai
- 1998 : Bishōjo H
- 1998 : Setsunai
- 1998 : Jiken 6 : Yuichi Iwamoto
- 1998 : Natchan-ka
- 1998 : Shōnen-tachi : Koichi Sugita
- 1999 : Kinpachi-sensei : Sushi deliver
- 1999 : Genroku Ryōran : Yanagisawa Yoshisato
- 1999 : L×I×V×E : Saito
- 1999 : Waruikoto : Norifumi Hirata
- 1999 : Kowai Dōwa : Yuichi Kimijima
- 2000 : Ikebukuro West Gate Park : Kazunori Morinaga
- 2000 : Hamidashi Keiji Jōnetsu-kei
- 2001 : Yonimo Kimyōna Monogatari
- 2001 : Hero : Shinichi Furuta
- 2001 : Kochira Dai San Shakai-bu : Tetsushi Nojima
- 2001 : Ultraman Cosmos : Mitsuya
- 2001 : Handoku!!! : Kaze Minamino
- 2002 : Emergency Room 24hours
- 2002 : Zeimu Chōsakan Tarō Madogiwa no Jiken-bo 8 : Yoichi Funatsu
- 2004 : Shinsengumi! : Matsudaira Sadaaki
- 2004 : Ultra Q: Dark Fantasy
- 2004 : The Great Horror Family : Kiyoshi Imawano
- 2004 : Hagurekeiji Junjō-ha
- 2005 : Aibō : Naotaro Anzai
- 2005 : Climber's High : Rintaro Anzai
- 2006 : Sukoshi wa, Ongaeshi ga Dekita ka na : Masakzau Kitahara
- 2006 : Kētai Keiji Zenigata Kaminari
- 2006 : Koisuru Nichiyōbi New Type
- 2006 : Wagahai wa Shufudearu : Takumi "Yoru Shizuka" Asano
- 2006 : Premium Saturday
- 2006 : Nada sōsō
- 2007 : Fūrin Kazan : Komai Masatake
- 2007 : Special Express Tanaka 3 : Ken Mishima
- 2007 : Sexy Voice and Robo :
- 2007 : Ita: Team Medical Dragon 2 : Seiji Toyama
- 2008 : One-Pound Gospel : Yusuke Ishizaka
- 2008 : Gonzō Densetsu no Deka : Yuji Hibino
- 2010 : Tetsu no Hone : Isao Yamamoto
- 2010 : Soil : Shogo Katakuri
- 2010 : MM9 : Ryo Haida
- 2010 : Gekai Suma Hisayoshi : Nomura
- 2011 : Namae o Nakushita Megami : Hidetaka Anno
- 2011 : Ohisama : Hideo Uehara
- 2011 : Last Money: Ai no Nedan : Takamichi Yamauchi
- 2011 : All She Was Worth : Yasuji Kurata
- 2011 : Jūichinin mo iru! : Kensuke Toyama
- 2012 : Mōsō Sōsa: Kuwa Kata Jun Kōichi Kyōju no Stylish na Seikatsu : Yasuo Yamauchi
- 2012 : Hayami-san to Yobareru Hi : Akihiko Toritani
- 2012 : Murder at Mt. Fuji : Kanehira Mazaki
- 2012 : Naniwa Shōnentanteidan : Hiroo Yamashita
- 2012 : Mi o Tsukushi Ryōri jō : Mataji
- 2012 : Hitorishizuka : Shingo Kizaki
- 2013 : Last Hope : Ken Saito
- 2013 : Last Dinner
- 2013 : Gekiryū: Watashi o Oboete Imasu ka? : Kenji Shuho
- 2014 : Gunshi Kanbei : Inoue Kurouemon
- 2014 : Yoru no Sensei : Ichiro Yamada
- 2014 : Mosaic Japan : Yoshiaki Kyui
- 2014 : Peter no Sōretsu : Masahiko Hashimoto
- 2014 : Nobunaga Concerto : Azai Nagamasa
- 2015 : Dakara Kōya : Shogo Kameda
- 2015 : Dr. Rintarō : Daisaku Fukuhara
- 2015 : The Premium : Kenji Hatanaka
- 2015 : Tami-ō : Mohei Kaibara
- 2016 : Ōedo Enjō : Hoshina Masayuki
- 2016 : Gu.ra.me! : Haruki Kiyosawa
- 2016 : Princess Maison : Masakazu Date
- 2017 : Naotora: The Lady Warlord : Ono Masatsugu
- 2017 : Quartet : Yutaka Iemori
- 2017 : Warotenka : Shiori Inō
- 2018 : Miracles
- 2019 : Crescent Moon : Gorō Ōshima
- 2019 : Tokyo Bachelors : Tarō Ishibashi
- 2020 : Wife of a Spy : Yūsaku Fukuhara
- 2025 : Zero Day

## Doublage
- 1991 : Souvenirs goutte à goutte (おもいでぽろぽろ, Omoide poroporo?) d'Isao Takahata
- 1995 : Si tu tends l'oreille (耳をすませば, Mimi o sumaseba?) de Yoshifumi Kondō : Seiji Amasawa
- 2017 : This Is Us : Kevin Pearson (Justin Hartley)
- 2018 : Legend of the Demon Cat : Bai Letian (Huang Xuan)

### Animation
- 2019 : Moominvalley : Snufkin[4]

## Distinctions
- 2018 : 42e Elan d'or Awards : Nouveau venu de l'année
- 2018 : 31e Nikkan Sports Film Awards : Meilleur acteur dans un second rôle pour Rappel, les mensonges qu'elle aimait, Blank13 et Million Dollar Man [5]